# Selago fourcadei
Selago fourcadei är en flenörtsväxtart som beskrevs av O.M. Hilliard. Selago fourcadei ingår i släktet Selago och familjen flenörtsväxter. Inga underarter finns listade i Catalogue of Life.